# Khi nàng say giấc
Khi nàng say giấc (tiếng Hàn: 당신이 잠든 사이에; Romaja: Dangshini Jamdeun Saie) là một bộ phim truyền hình Hàn Quốc với dàn diễn viên chính Lee Jong-suk và Bae Suzy. Bộ phim được phát sóng trên kênh SBS lúc 22:00 (KST) thứ Tư thứ Năm hàng tuần, bắt đầu vào ngày 27 tháng 9 năm 2017.

## Nội dung
Bộ phim kể về một người phụ nữ mang tên Hong-joo (Bae Suzy), cô có khả năng nhìn thấy những điều không may sẽ xảy ra thông qua những giấc mơ. Cùng với đó là một chàng công tố tận tâm với nghề, Jae-chan (Lee Jong-suk) làm mọi cách để ngăn chặn những sự việc trong mơ của Hong-joo trở thành sự thật.

## Dàn diễn viên

### Vai chính
- Lee Jong-suk vai Jung Jae-chan[5]
  - Nam Da-reum vai Jung Jae-chan lúc nhỏ

Một chàng công tố lính mới với độ tuổi 29. Mặc dù có vẻ lạnh lùng và thiếu cảm giác hài hước, nhưng cậu ta vẫn còn khá ngốc nghếch. Cậu cũng đã có được năng lực giống với Hong-joo và sẽ làm mọi thứ có thể để ngăn những giấc mơ trở thành hiện thực.
- Bae Suzy vai Nam Hong-joo[6]
  - Shin Yi-joon vai Nam Hong-joo lúc nhỏ

Một nhà báo thất nghiệp 29 tuổi. Cô có khả năng nhìn thấy những việc không may sẽ xảy ra thông qua các giấc mơ. Cô rất hâm mộ và thần tượng Jung Jae-chan.
- Jung Hae-in vai Han Woo-tak[7]

Một sĩ quan cảnh sát cũng có được năng lực giống với Hong-joo và Jae-chan sau khi thoát khỏi một vụ tai nạn giao thông.
- Lee Sang-yeob vai Lee Yoo-bum[8]
  - Yeo Hoe-hyun vai Lee Yoo-bum lúc nhỏ

Một công tố viên thành công và nổi tiếng nhưng lại là một con người ác độc.
- Ko Sung-hee vai Shin Hee-min[9]

Một nữ công tố viên có ngoại hình duyên dáng và thân thiện, có thành tích cao trong việc truy tố những tên tội phạm.

### Vai phụ

#### Đội công tố số 3
- Min Sung-wook vai Lee Ji-kwang
- Bae Hae-sun vai Son Woo-joo
- Lee Ki-young vai Park Dae-young
- Kim Won-hae vai Choi Dam-dong[10]
- Park Jin-joo vai Moon Hyang-mi[11]
- Son San vai Min Jung-ha
- Lee Bong-ryeon vai Ko Pil-suk

#### Những người xung quanh Jung Jae-chan
- Shin Jae-ha vai em trai của Jae-chan[12]
- Lee Jeong-eun vai mẹ của Jae-chan

#### Những người xung quanh Nam Hong-joo
- Hwang Young-hee vai Yoon Moon-sun, mẹ của Hong-joo

### Vai trò khác
- Lee Yoo-joon vai Oh Kyung-han
- Kim Da-ye vai Kang Cho-hee
- Oh Eui-sik vai Bong Du-hyun
- Huh Jun-suk vai Dong-kyun
- Pyo Ye-jin vai Cha Yeo-jung

### Khách mời
- Kim So-hyun vai Park So-yoon (Tập 3-8, 32)[13]
- Jang So-yeon vai Do Geum-sook, mẹ của So-yoon (Tập 3-8)
- Um Hyo-sup vai Park Jun-mo, bố của So-yoon (Tập 3-8)
- Choi Won-young vai Nam Chul-doo, bố của Hong-joo (Tập 3-4)
- Jang Hyun-sung vai Jung Il-seung, bố của Jae-chan (Tập 1, 5-8)
- Kang Ki-young vai Kang Dae-hee (Tập 9-13)
- Kang Shin-hyo vai học sinh (Tập 10)
- Shin Eun-jung vai thẩm phán Kim Joo-young (Tập 11-12)
- Baek Sung-hyun vai Do Hak-young (Tập 13-17)
- Cha Jung-won vai Yoo Soo-kyung (Tập 13-16)
- Jeon Kuk-hwan vai Yoo Man-ho, bố của Soo-kyung (Tập 15-18)
- Go Woo-rim vai Chan-ho, con trai công tố viên Son (Tập 19-)
- Moon Yong-suk vai Lee Hwan (Tập 19-)
- Kim Ki-cheon bố của Lee Hwan (Tập 21-)
- Ryu Tae-ho vai Moon Tae-min (Tập 21-)
- Kim Min-jae[14]
- Yoon Kyun-sang vai cặp đôi trên cánh đồng (Tập 21)[15]
- Lee Sung-kyung vai cặp đôi trên cánh đồng (Tập 21)[15]
- Lee Jae-won vai Jo Yoon-pyo (Tập 25-26)[15]

## Sản xuất
Đạo diễn đảm nhiệm là Oh Choong-hwan, người đã đảm nhiệm các bộ phim thành công như: Doctors và My Love from the Star. Biên kịch của bộ phim là Park Hye-ryun, người đã viết nên nhưng bộ phim như: Pinocchio, I Can Hear Your Voice và Dream High.
Đây là lần thứ hai Bae Suzy hợp tác với biên kịch Park Hye-ryun sau thành công của bộ phim Dream High vào năm 2011. Với Lee Jong-suk thì đây là lần thứ ba sau: I Can Hear Your Voice và Pinocchio.
Buổi đọc kịch bản đầu tiên được tổ chức vào ngày 20 tháng 1 năm 2017 tại Mokdong, Seoul, Hàn Quốc. Bộ phim được bấm máy vào tháng 2, trong khi Lee Jong-suk bắt đầu vai diễn của mình vào ngày 2 tháng 3. Phim đóng máy vào ngày 27 tháng 7 tại phim trường Wonbang, Paju sau 5 tháng quay.

## Nhạc phim

### Phần 1
| STT              | Nhan đề                                   | Nghệ sĩ          | Thời lượng |
| ---------------- | ----------------------------------------- | ---------------- | ---------- |
| 1.               | "When Night Falls" (긴 밤이 오면)         | Eddy Kim         | 03:48      |
| 2.               | "When Night Falls" (긴 밤이 오면) (Inst.) |                  | 03:48      |
| Tổng thời lượng: | Tổng thời lượng:                          | Tổng thời lượng: | 07:36      |

### Phần 2
| STT              | Nhan đề            | Nghệ sĩ          | Thời lượng |
| ---------------- | ------------------ | ---------------- | ---------- |
| 1.               | "It's You"         | Henry            | 03:51      |
| 2.               | "It's You" (Inst.) |                  | 03:51      |
| Tổng thời lượng: | Tổng thời lượng:   | Tổng thời lượng: | 07:42      |

### Phần 3
| STT              | Nhan đề                         | Nghệ sĩ          | Thời lượng |
| ---------------- | ------------------------------- | ---------------- | ---------- |
| 1.               | "It'd Be Good" (좋겠다)         | Roy Kim          | 03:37      |
| 2.               | "It'd Be Good" (좋겠다) (Inst.) |                  | 03:37      |
| Tổng thời lượng: | Tổng thời lượng:                | Tổng thời lượng: | 07:14      |

### Phần 4
| STT              | Nhan đề          | Nghệ sĩ          | Thời lượng |
| ---------------- | ---------------- | ---------------- | ---------- |
| 1.               | "I Love You Boy" | Suzy             | 04:24      |
| 2.               | "I Love You Boy" |                  | 04:24      |
| Tổng thời lượng: | Tổng thời lượng: | Tổng thời lượng: | 08:48      |

### Phần 5
| STT              | Nhan đề                                                | Nghệ sĩ          | Thời lượng |
| ---------------- | ------------------------------------------------------ | ---------------- | ---------- |
| 1.               | "While You Were Sleeping" (당신이 잠든 사이에)         | Brother Su SE O  | 03:22      |
| 2.               | "Your World" (너의 세상)                               | SE O             | 03:37      |
| 3.               | "While You Were Sleeping" (당신이 잠든 사이에) (Inst.) |                  | 03:22      |
| 4.               | "Your World" (너의 세상) (Inst.)                       |                  | 03:37      |
| Tổng thời lượng: | Tổng thời lượng:                                       | Tổng thời lượng: | 13:58      |

### Phần 6
| STT              | Nhan đề                        | Nghệ sĩ          | Thời lượng |
| ---------------- | ------------------------------ | ---------------- | ---------- |
| 1.               | "Lucid Dream" (자각몽)         | Monogram         | 03:41      |
| 2.               | "Lucid Dream" (자각몽) (Inst.) |                  | 03:41      |
| Tổng thời lượng: | Tổng thời lượng:               | Tổng thời lượng: | 07:22      |

### Phần 7
| STT              | Nhan đề                                           | Nghệ sĩ          | Thời lượng |
| ---------------- | ------------------------------------------------- | ---------------- | ---------- |
| 1.               | "Today I Miss You" (오늘도 그리워 그리워)         | Davichi          | 03:21      |
| 2.               | "Today I Miss You" (오늘도 그리워 그리워) (Inst.) |                  | 03:21      |
| Tổng thời lượng: | Tổng thời lượng:                                  | Tổng thời lượng: | 06:42      |

### Phần 8
| STT              | Nhan đề               | Nghệ sĩ          | Thời lượng |
| ---------------- | --------------------- | ---------------- | ---------- |
| 1.               | "Maze" (미로)         | Kim Na-young     | 03:31      |
| 2.               | "Maze" (미로) (Inst.) |                  | 03:31      |
| Tổng thời lượng: | Tổng thời lượng:      | Tổng thời lượng: | 07:02      |

### Phần 9
| STT              | Nhan đề                        | Nghệ sĩ          | Thời lượng |
| ---------------- | ------------------------------ | ---------------- | ---------- |
| 1.               | "Come To Me" (내게 와)         | Lee Jong-suk     | 03:21      |
| 2.               | "Come To Me" (내게 와) (Inst.) |                  | 03:21      |
| Tổng thời lượng: | Tổng thời lượng:               | Tổng thời lượng: | 06:42      |

### Phần 10
| STT              | Nhan đề          | Nghệ sĩ          | Thời lượng |
| ---------------- | ---------------- | ---------------- | ---------- |
| 1.               | "IF"             | Jung Joon-il     | 03:46      |
| 2.               | "IF" (Inst.)     |                  | 03:46      |
| Tổng thời lượng: | Tổng thời lượng: | Tổng thời lượng: | 07:32      |

### Phần 11
| STT              | Nhan đề                         | Nghệ sĩ          | Thời lượng |
| ---------------- | ------------------------------- | ---------------- | ---------- |
| 1.               | "I'll Tell It" (말할게)         | Jang Da-bin      | 03:59      |
| 2.               | "I'll Tell It" (말할게) (Inst.) |                  | 03:59      |
| Tổng thời lượng: | Tổng thời lượng:                | Tổng thời lượng: | 07:58      |

### Phần 12
| STT              | Nhan đề                          | Phổ lời          | Phổ nhạc         | Nghệ sĩ          | Thời lượng |
| ---------------- | -------------------------------- | ---------------- | ---------------- | ---------------- | ---------- |
| 1.               | "Would You Know" (그대는 알까요) | Lee Ha-jin       | Pastel Lounge    | Lee Jong-suk     | 03:19      |
| 2.               | "Would You Know" (Inst.)         |                  | Pastel Lounge    |                  | 03:19      |
| Tổng thời lượng: | Tổng thời lượng:                 | Tổng thời lượng: | Tổng thời lượng: | Tổng thời lượng: | 06:38      |

### Phần 13
| STT              | Nhan đề                               | Phổ lời          | Phổ nhạc                           | Nghệ sĩ          | Thời lượng |
| ---------------- | ------------------------------------- | ---------------- | ---------------------------------- | ---------------- | ---------- |
| 1.               | "Words I Want To Hear" (듣고 싶은 말) | Jihoon           | Conan (Rocoberry) Roco Lee Yoo-jin | Suzy             | 03:27      |
| 2.               | "Words I Want To Hear" (Inst.)        |                  | Conan (Rocoberry) Roco Lee Yoo-jin |                  | 03:27      |
| Tổng thời lượng: | Tổng thời lượng:                      | Tổng thời lượng: | Tổng thời lượng:                   | Tổng thời lượng: | 06:54      |

| CD 2 | CD 2                          | CD 2          | CD 2       |
| STT  | Nhan đề                       | Nghệ sĩ       | Thời lượng |
| ---- | ----------------------------- | ------------- | ---------- |
| 1.   | "Traveler"                    | Nhiều nghệ sĩ | 01:46      |
| 2.   | "Cat Walk"                    | Nhiều nghệ sĩ | 01:01      |
| 3.   | "Stupid"                      | Nhiều nghệ sĩ | 01:31      |
| 4.   | "Touch Me In My Dream"        | Nhiều nghệ sĩ | 03:21      |
| 5.   | "When The Nightmares Started" | Nhiều nghệ sĩ | 03:11      |
| 6.   | "Awesome Cute"                | Nhiều nghệ sĩ | 01:56      |
| 7.   | "Rememberable"                | Nhiều nghệ sĩ | 02:26      |
| 8.   | "Spirit of Fire"              | Nhiều nghệ sĩ | 01:56      |

## Tỷ suất người xem
Trong bảng dưới, số màu xanh chỉ tỷ suất người xem thấp nhất, số màu đỏ chỉ tỷ suất người xem cao nhất.
| Tập        | Tựa đề                                               | Ngày phát sóng       | Tỷ suất người xem | Tỷ suất người xem | Tỷ suất người xem        | Tỷ suất người xem        |
| Tập        | Tựa đề                                               | Ngày phát sóng       | Tỷ suất theo TNmS | Tỷ suất theo TNmS | Tỷ suất theo AGB Nielsen | Tỷ suất theo AGB Nielsen |
| Tập        | Tựa đề                                               | Ngày phát sóng       | Toàn quốc         | Vùng thủ đô Seoul | Toàn quốc                | Vùng thủ đô Seoul        |
| ---------- | ---------------------------------------------------- | -------------------- | ----------------- | ----------------- | ------------------------ | ------------------------ |
| 1          | Khi nàng say giấc (당신이 잠든 사이에)               | 27 tháng 9 năm 2017  | 8,2%              | 9,1%              | 7,2%                     | 8,1%                     |
| 2          | Khi nàng say giấc (당신이 잠든 사이에)               | 27 tháng 9 năm 2017  | 9,4%              | 10,8%             | 9,2%                     | 10,4%                    |
| 3          | Người tốt, kẻ xấu, kẻ kỳ lạ (좋은놈 나쁜놈 이상한놈) | 28 tháng 9 năm 2017  | 8,0%              | 8,7%              | 8,3%                     | 9,8%                     |
| 4          | Người tốt, kẻ xấu, kẻ kỳ lạ (좋은놈 나쁜놈 이상한놈) | 28 tháng 9 năm 2017  | 9,3%              | 10,2%             | 9,2%                     | 10,9%                    |
| 5          | Ẩn thân: Vĩ đại và tuyệt mật (은밀하게 위대하게)     | 4 tháng 10 năm 2017  | 5,0%              | 5,2%              | 5,1%                     | 5,6%                     |
| 6          | Ẩn thân: Vĩ đại và tuyệt mật (은밀하게 위대하게)     | 4 tháng 10 năm 2017  | 5,5%              | 5,7%              | 6,1%                     | 7,0%                     |
| 7          | Chỉ vài người tốt (어 퓨 굿 맨)                      | 5 tháng 10 năm 2017  | 8,3%              | 8,2%              | 7,9%                     | 8,2%                     |
| 8          | Chỉ vài người tốt (어 퓨 굿 맨)                      | 5 tháng 10 năm 2017  | 9,6%              | 9,9%              | 8,9%                     | 9,6%                     |
| 9          | Lời nói dối lương thiện (뷰티풀 라이)                | 11 tháng 10 năm 2017 | 7,8%              | 9,3%              | 8,1%                     | 10,0%                    |
| 10         | Lời nói dối lương thiện (뷰티풀 라이)                | 11 tháng 10 năm 2017 | 8,9%              | 10,2%             | 9,4%                     | 11,5%                    |
| 11         | Thành phố mù loà (눈 먼 자들의 도시)                 | 12 tháng 10 năm 2017 | 7,5%              | 7,8%              | 8,9%                     | 10,3%                    |
| 12         | Thành phố mù loà (눈 먼 자들의 도시)                 | 12 tháng 10 năm 2017 | 8,5%              | 8,9%              | 9,7%                     | 11,8%                    |
| 13         | Bí mật không thể nói (말할수 없는 비밀)              | 18 tháng 10 năm 2017 | 7,6%              | 9,5%              | 8,6%                     | 9,5%                     |
| 14         | Bí mật không thể nói (말할수 없는 비밀)              | 18 tháng 10 năm 2017 | 9,1%              | 11,4%             | 10,0%                    | 11,3%                    |
| 15         | Kiêu hãnh và định kiến (자부심과 편견)               | 19 tháng 10 năm 2017 | 7,1%              | 7,7%              | 7,9%                     | 8,9%                     |
| 16         | Kiêu hãnh và định kiến (자부심과 편견)               | 19 tháng 10 năm 2017 | 8,0%              | 8,9%              | 8,9%                     | 9,9%                     |
| 17         | Kẻ chủ mưu (유주얼 서스펙트)                         | 25 tháng 10 năm 2017 | 7,7%              | 8,1%              | 7,3%                     | 7,9%                     |
| 18         | Kẻ chủ mưu (유주얼 서스펙트)                         | 25 tháng 10 năm 2017 | 8,8%              | 9,7%              | 8,9%                     | 10,0%                    |
| 19         | Khi chàng gặp nàng (소년, 소녀 만나다)               | 26 tháng 10 năm 2017 | 6,5%              | 7,0%              | 8,3%                     | 9,6%                     |
| 20         | Khi chàng gặp nàng (소년, 소녀 만나다)               | 26 tháng 10 năm 2017 | 7,4%              | 8,7%              | 8,9%                     | 10,3%                    |
| 21         | Chết hay trở thành xấu xa (죽거나 혹은 나쁘거나)     | 1 tháng 11 năm 2017  | 6.5%              | 7.6%              | 6.9%                     | 7.9%                     |
| 22         | Chết hay trở thành xấu xa (죽거나 혹은 나쁘거나)     | 1 tháng 11 năm 2017  | 7.6%              | 8.9%              | 8.4%                     | 9.7%                     |
| 23         | Gõ cửa thiên đường (노킹 온 헤븐스 도어)             | 2 tháng 11 năm 2017  | 7.0%              | 7.1%              | 7.3%                     | 8.3%                     |
| 24         | Gõ cửa thiên đường (노킹 온 헤븐스 도어)             | 2 tháng 11 năm 2017  | 8.2%              | 9.0%              | 8.6%                     | 9.9%                     |
| 25         | Bây giờ anh tới để gặp em (지금 만나러 갑니다)       | 8 tháng 11 năm 2017  | 5.7%              | 7.2%              | 6.8%                     | 8.2%                     |
| 26         | Bây giờ anh tới để gặp em (지금 만나러 갑니다)       | 8 tháng 11 năm 2017  | 6.8%              | 8.4%              | 8.6%                     | 10.0%                    |
| 27         | Hãy bắt tôi nếu có thể (캐치 미 이프 유 캔)          | 9 tháng 11 năm 2017  | 7.7%              | 9.3%              | 7.7%                     | 8.9%                     |
| 28         | Hãy bắt tôi nếu có thể (캐치 미 이프 유 캔)          | 9 tháng 11 năm 2017  | 8.7%              | 10.1%             | 9.6%                     | 11.3%                    |
| 29         | Hãy ở gần bên anh (스탠 바이 미)                     | 15 tháng 11 năm 2017 | 7.2%              | 8.1%              | 8.1%                     | 9.3%                     |
| 30         | Hãy ở gần bên anh (스탠 바이 미)                     | 15 tháng 11 năm 2017 | 8.7%              | 10.0%             | 9.6%                     | 11.0%                    |
| 31         | Tạm biệt bạn tôi (굿 바이 마이 프랜드)               | 16 tháng 11 năm 2017 | 7.6%              | 8.6%              | 8.7%                     | 10.0%                    |
| 32         | Tạm biệt bạn tôi (굿 바이 마이 프랜드)               | 16 tháng 11 năm 2017 | 8.7%              | 9.5%              | 9.7%                     | 10.9%                    |
| Trung bình | Trung bình                                           | Trung bình           | 7,7%              | 8,7%              | 8,3%                     | 10,0%                    |

## Giải thưởng và đề cử
| Năm  | Giải thưởng                                 | Hạng mục                                                                     | Đề cử cho                   | Kết quả   | Nguồn  |
| ---- | ------------------------------------------- | ---------------------------------------------------------------------------- | --------------------------- | --------- | ------ |
| 2017 | Mnet Asian Music Awards lần thứ 19          | Nhạc phim hay nhất                                                           | Bae Suzy – "I Love You Boy" | Đề cử     | [ 24 ] |
| 2017 | Giải thưởng phim truyền hình SBS            | Nam diễn viên xuất sắc nhất phim truyền hình thứ tư - thứ năm                | Lee Jong-suk                | Đoạt giải | [ 25 ] |
| 2017 | Giải thưởng phim truyền hình SBS            | Nữ diễn viên xuất sắc nhất phim truyền hình thứ tư - thứ năm                 | Bae Suzy                    | Đoạt giải | [ 25 ] |
| 2017 | Giải thưởng phim truyền hình SBS            | Nhân vật của năm                                                             | Lee Sang-yeob               | Đề cử     | [ 25 ] |
| 2017 | Giải thưởng phim truyền hình SBS            | Nam diễn viên xuất sắc phim truyền hình thứ tư - thứ năm                     | Lee Sang-yeob               | Đoạt giải | [ 25 ] |
| 2017 | Giải thưởng phim truyền hình SBS            | Nam diễn viên xuất sắc phim truyền hình thứ tư - thứ năm                     | Jung Hae-in                 | Đề cử     | [ 25 ] |
| 2017 | Giải thưởng phim truyền hình SBS            | Nữ diễn viên xuất sắc phim truyền hình thứ tư - thứ năm                      | Ko Sung-hee                 | Đề cử     | [ 25 ] |
| 2017 | Giải thưởng phim truyền hình SBS            | Nam diễn viên phụ xuất sắc nhất                                              | Kim Won-hae                 | Đoạt giải | [ 25 ] |
| 2017 | Giải thưởng phim truyền hình SBS            | Nữ diễn viên phụ xuất sắc nhất                                               | Hwang Young-hee             | Đề cử     | [ 25 ] |
| 2017 | Giải thưởng phim truyền hình SBS            | Giải thưởng diễn xuất dành cho diễn viên thanh niên                          | Nam Da-reum                 | Đề cử     | [ 25 ] |
| 2017 | Giải thưởng phim truyền hình SBS            | Giải thưởng diễn xuất dành cho diễn viên thanh niên                          | Shin Yi-joon                | Đề cử     | [ 25 ] |
| 2017 | Giải thưởng phim truyền hình SBS            | Cặp đôi đẹp nhất                                                             | Lee Jong-suk & Bae Suzy     | Đoạt giải | [ 25 ] |
| 2018 | Korea First Brand Awards                    | Hạng mục phim truyền hình                                                    | Khi nàng say giấc           | Đoạt giải |        |
| 2018 | Giải thưởng nghệ thuật Baeksang lần thứ 54  | Nữ diễn viên nổi tiếng nhất                                                  | Bae Suzy                    | Đoạt giải | [ 26 ] |
| 2018 | Seoul International Drama Awards lần thứ 13 | Giải thưởng xuất sắc hàng đầu cho phim truyền hình Hàn Quốc                  | Khi nàng say giấc           | Đoạt giải | [ 27 ] |
| 2018 | Seoul International Drama Awards lần thứ 13 | Nam diễn viên Hàn Quốc xuất sắc                                              | Lee Jong-suk                | Đề cử     | [ 28 ] |
| 2018 | Seoul International Drama Awards lần thứ 13 | Nữ diễn viên Hàn Quốc xuất sắc                                               | Bae Suzy                    | Đề cử     |        |
| 2018 | APAN Star Awards lần thứ 6                  | Giải thưởng xuất sắc hàng đầu, nam diễn viên trong phim truyền hình ngắn tập | Lee Jong-suk                | Đề cử     | [ 29 ] |
| 2018 | APAN Star Awards lần thứ 6                  | Giải thưởng xuất sắc hàng đầu, nữ diễn viên trong phim truyền hình ngắn tập  | Bae Suzy                    | Đề cử     | [ 29 ] |
| 2018 | APAN Star Awards lần thứ 6                  | Giải K-Star, nam diễn viên                                                   | Lee Jong-suk                | Đề cử     | [ 29 ] |
| 2018 | APAN Star Awards lần thứ 6                  | Giải K-Star, nữ diễn viên                                                    | Bae Suzy                    | Đề cử     | [ 29 ] |